# Grančari
Grančari je naselje u sastavu Grada Zagreba. Nalazi se u gradskoj četvrti Brezovica.

## Stanovništvo
Prema popisu stanovništva iz 2001. godine, naselje je imalo 194 stanovnika te 48 obiteljskih kućanstava.

Prema popisu stanovništva 2011. godine naselje je imalo 221 stanovnika.
| broj stanovnika | 88    | 106   | 116   | 138   | 125   | 154   | 186   | 203   | 174   | 182   | 158   | 162   | 163   | 156   | 194   | 221   | 254   |
|                 | 1857. | 1869. | 1880. | 1890. | 1900. | 1910. | 1921. | 1931. | 1948. | 1953. | 1961. | 1971. | 1981. | 1991. | 2001. | 2011. | 2021. |